# Planken
Planken je nejmenší obec v Lichtenštejnsku s 478 obyvateli.
Nejvýznamnější stavbou je kaple z 18. století, přestavěná v roce 1955 architektem Felixem Schmidem. Obec je rodištěm básníka Martina Smyrka a lyžaře Andrease Wenzela.